# Rois
Rois – gmina w Hiszpanii, w prowincji A Coruña, w Galicji, o powierzchni 92,76 km². W 2011 roku gmina liczyła 4871 mieszkańców.